# Петушиный мост
Петушиный мост (словен. Petelinji most, Petelinja brv, Petelinov most, Tenente) — пешеходный мост через реку Градашчицу в Любляне, к югу от исторического центра. Расположен между Трновским мостом и устьем Градашчицы.
До 1931 года на месте современного моста располагался деревянный мост, получивший своё название от рядом расположенной гостиницы «У петуха» (Pri petelinu).
Современный мост был сооружён конструктором Матко Цурком по планам архитектора Йоже Плечника в том же году. Состоит из двух подковоподобных арок из железобетона. В 2009 году отнесён к памятнику национального значения «набережная Градашчицы».